# عناكب الغول
عناكب الغول أو عناكب العفريت (الاسم العلمي: Oonopidae)، فصيلة عناكب تتكون من أكثر من 1600 نوعًا موصوفًا في حوالي 113 جنسًا في جميع أنحاء العالم، مع إجمالي تنوع الأنواع يقدر بـ 2000 إلى 2500 نوع.

## معرض صور

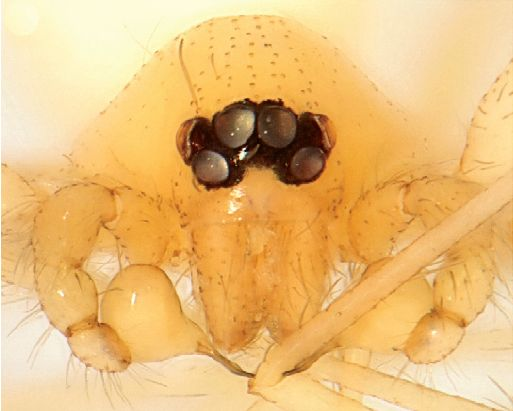
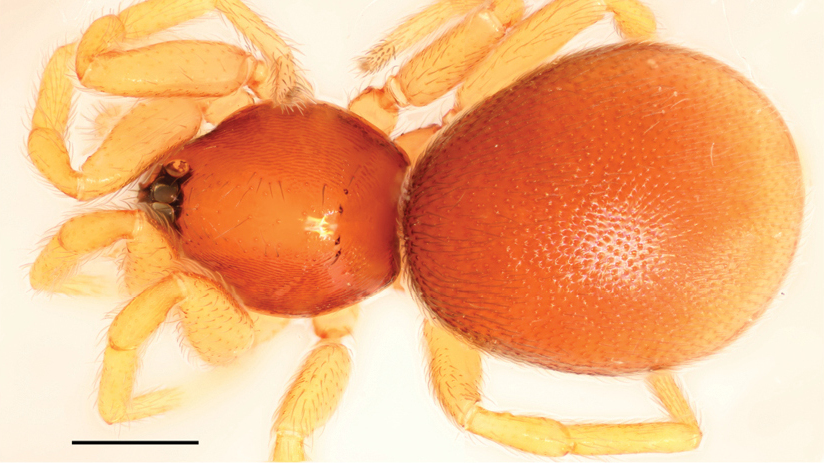
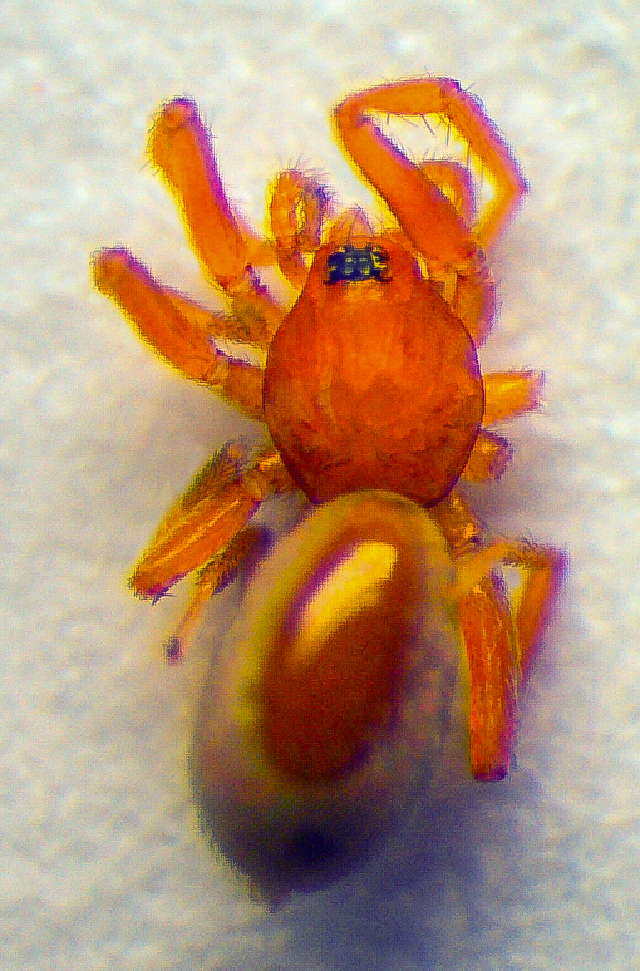